# Бинош, Леон
Лео́н Бино́ш (фр. Léon Binoche; 16 августа 1878, Шамп-сюр-Йонна — август 1962) — французский регбист, чемпион летних Олимпийских игр 1900, предприниматель.

## Биография

### Семья
Отец — Адольф Бинош (1827—1911), председатель Торговой палаты Рио-де-Жанейро, руководитель судоходной компании Chargeurs. Мать — Урсула Роза де Араухо Маттос.
Дочь — Антуанетт Бинош (1910—2001), женщина-политик. Сын — Франсуа Бинош (1911—1997), генерал Армии Франции, участник Движения Сопротивления. Внук — Жак Бниош (р. 1938), историк. Внучатая племянница — Жюльет Бинош (р. 1964), актриса.

### Спортивная карьера
Бинош играл на позиции полузащитника в клубе «Расинг де Франс», дважды становился чемпионом Франции (1899/1900, 1901/1902). В составе сборной Франции выиграл Олимпийские игры 1900 года: играл против Германии и Великобритании, в матче против британцев занёс попытку (3 очка). Старший брат П. Бинош (р. 1877) играл также в клубе «Расинг» на позиции крыльевого трёхчетвертного.

### Предприниматель
Бинош окончил в 1899 году Высшую школу коммерции, занимался бизнесом в промышленности, владел фабриками в Ле-Кремлен-Бисетр и Стене-Сен-Дени.